# Superespecie
Ernst Mayr asignó el término superespecie a un grupo de al menos dos especies más o menos distintivas que están esencialmente en alopatría. No todos los complejos crípticos de especies son superespecies, y viceversa, pero muchos lo son. Las superespecies consistentes en dos especies hermanas se denominan «par de especies». Una especie que forma parte de una superespecie se denomina «alospecie».
Algunos ejemplos serían Phylloscopus collybita, un grupo de pájaros mosquiteros, Camponotus cylindricus, hormigas malayas, o las moscas Drosophila paulistorum, que consta de seis semiespecies alopátridas, aunque hay zonas de solape (simpátridas).